# IO Interactive
Pour les articles homonymes, voir IOI.
IO Interactive, ou IOI, est une entreprise danoise de développement de jeux vidéo fondée en septembre 1998 et située à Copenhague. Le studio est principalement connu pour être le créateur de la franchise Hitman.

## Historique
Initialement, IO Interactive est une coentreprise entre Nordisk Film & TV, société de production, et Reto-Moto, développeur de jeux.
Leur premier titre, Hitman : Tueur à gages, mélange d'action et d'infiltration, distribué par Eidos Interactive en novembre 2000, fut vendu à plus de 600 000 exemplaires. Tandis que ce premier opus ne visait que les joueurs PC, sa suite, Hitman 2: Silent Assassin, sortie en octobre 2002, fut distribuée également sur PlayStation 2, Xbox, et, un peu plus tard, sur GameCube, les principales consoles de l'époque, et atteignit les trois millions d'unités vendues. Puis, en octobre 2003, IO Interactive sort Freedom Fighters, une nouvelle série développée en collaboration avec Electronic Arts qui se vendra, malgré l'absence de 47, à plus d'un million de copies. Après ce petit interlude, l'équipe poursuit sa série mère, désormais célèbre, avec la sortie d'un troisième épisode, Hitman: Contracts, en avril 2004, et 1,6 million d'exemplaires écoulés.
En mars 2004, IO Interactive a été racheté par le groupe Eidos, un des principaux producteurs et développeurs de jeux vidéo au monde, pour 23 millions de livres sterling. Somme versée en cash et en actions avec, en fonction des performances, un versement supplémentaire de cinq millions de livres sterling sur quatre ans. En 2009, c'est Square Enix, qui en rachetant Eidos, prend le contrôle de IO Interactive.
Son réseau de développement inclut plusieurs entreprises de haute technologie, telles que Microsoft, Intel, Sony, Nintendo, et même des universités. Son équipe de développement se compose de programmeurs et de mathématiciens, ainsi que de graphistes et d'animateurs pouvant venir de l'industrie du jeu vidéo ou bien d'écoles d'arts. Leur technologie est basée sur le Glacier Game Engine.
En 2017, Square Enix se sépare de IO Interactive. En juin 2017, IO Interactive annonce avoir trouvé une solution concernant sa situation : un accord a été trouvé avec Square Enix pour valider un rachat par ses dirigeants et le studio redevient donc indépendant. À la suite de cet accord, IO Interactive garde les droits de sa licence phare Hitman.
Le 7 juin 2018, IO interactive annonce Hitman 2, qui sera édité par Warner Bros. Interactive Entertainment. La sortie du jeu a lieu le 14 novembre 2018.
Le 11 juin 2020 est annoncé Hitman 3, développé et édité par IO Interactive, lors d'une conférence de Sony de présentation des jeux de la PlayStation 5. Le jeu est sorti le 20 janvier 2021.

## Jeux développés
| Année | Titre                     | Plate-forme(s)                                                                        | Éditeur(s)                                                                                               |
| ----- | ------------------------- | ------------------------------------------------------------------------------------- | --- |
| 2000  | Hitman: Codename 47       | Windows                                                                               | Eidos Interactive                                                                                        |
| 2002  | Hitman 2: Silent Assassin | GameCube, Windows, PlayStation 2, Xbox                                                | Eidos Interactive                                                                                        |
| 2003  | Freedom Fighters          | GameCube, Windows, PlayStation 2, Xbox                                                | Electronic Arts                                                                                          |
| 2004  | Hitman: Contracts         | Windows, PlayStation 2, Xbox                                                          | Eidos Interactive                                                                                        |
| 2006  | Hitman: Blood Money       | Windows, PlayStation 2, PlayStation 4, Xbox, Xbox 360, Xbox One                       | Eidos Interactive                                                                                        |
| 2007  | Kane & Lynch: Dead Men    | Windows, PlayStation 3, Xbox 360                                                      | Eidos Interactive                                                                                        |
| 2009  | Mini Ninjas               | Windows, PlayStation 3, Xbox 360, Wii, MacOS                                          | Eidos Interactive, Feral Interactive                                                                     |
| 2010  | Kane & Lynch 2: Dog Days  | Windows, PlayStation 3, Xbox 360                                                      | Square Enix                                                                                              |
| 2012  | Hitman: Absolution        | Windows, PlayStation 3, PlayStation 4, Xbox 360, Xbox One, MacOS                      | Square Enix, Feral Interactive                                                                           |
| 2016  | Hitman                    | Windows, PlayStation 4, Xbox One, Linux, MacOS, Stadia                                | Square Enix, Feral Interactive, puis Warner Bros. Interactive Entertainment (pour la Definitive Edition) |
| 2018  | Hitman 2                  | Windows, PlayStation 4, Xbox One, Stadia                                              | Warner Bros. Interactive Entertainment                                                                   |
| 2021  | Hitman 3                  | Windows, PlayStation 4, PlayStation 5, Xbox One, Xbox Series, Stadia, Nintendo Switch | IO Interactive                                                                                           |
| 2026  | 007 First Light           | Microsoft Windows, PlayStation 5, Xbox Series, Nintendo Switch 2                      | IO Interactive                                                                                           |
| NC    | Project Fantasy           | NC                                                                                    | IO Interactive                                                                                           |

Jeu publié sous IOI Partners.
| Année | Titre    | Plate-forme(s)                      | Éditeur(s)   |
| ----- | -------- | ----------------------------------- | ------------ |
| 2025  | MindsEye | Windows, PlayStation 5, Xbox Series | IOI Partners |

## Glacier Engine
Glacier Engine est un moteur de jeu vidéo propriétaire développé par IO Interactive et utilisé pour tous les jeux vidéo du studio, dont principalement la série des Hitman.

### Glacier Engine I
La première version du Glacier Engine est créée en 1998 et utilisée pour la première fois lors de la sortie en 2000 du premier jeu d'IO Interactive, Hitman: Codename 47.

#### Jeux produits
- Hitman: Codename 47 (2000)
- Hitman 2: Silent Assassin (2002)
- Freedom Fighters (2003)
- Hitman: Contracts (2004)
- Hitman: Blood Money (2006)
- Kane & Lynch: Dead Men (2007)
- Mini Ninjas (2009)
- Kane & Lynch 2: Dog Days (2010)

### Glacier Engine II
Cette seconde version du moteur est annoncée en 2012 pour la sortie du nouvel épisode de la série des Hitman, Hitman: Absolution. Voulu comme une rupture avec l'ancienne version, qui a subi de nombreuses modifications au fil du temps, le moteur est totalement réécrit.
Un des atouts du Glacier Engine II est de pouvoir afficher à l'écran un très grand nombre de personnages non-joueurs (300), tout en gardant un framerate constant de 60 images par seconde, le tout en conservant une image en 4K. IO Interactive a notamment cherché à travailler en particulier sur la manière dont les personnages non-joueurs interagissent entre eux, de manière que l'IA générale gagne en cohérence.

#### Jeux produits
- Hitman: Sniper Challenge (2012)
- Hitman: Absolution (2012)
- Hitman (2016)
- Hitman 2 (2018)
- Hitman 3 (2021)